# Bós
Bós (románul Boş) település Romániában, Hunyad megyében.

## Fekvése
Dévától 24 km-re délre, Vajdahunyadtól 10 km-re nyugatra található.

## Története
1358-ban Bosy néven említették először. 1521-ben Alsóboz és Felsőboz, illetve 1525-ben Magyarboz néven is megjelenik az oklevelekben.
1525-ben még főként magyarok lakták, erre utal, hogy ekkor saját plébániája volt (Ecclesia in Magyarboz), valamint a neve előtt jelentkező Magyar- előtag is. Későbbi adat a bósi magyarokról nincs, a 17. században már román lakosságú település volt.
A trianoni békeszerződésig Hunyad vármegye Vajdahunyadi járásához tartozott.

## Lakossága
1910-ben 775 lakosából 769 román és 6 magyar volt.
2002-ben 489 lakosa volt, ebből 486 román és 3 magyar nemzetiségűnek vallotta magát.